# 1984 au Maroc
Chronologie du Maroc
- 1980
- 1981
- 1982
- 1983
- 1984
- 1985
- 1986
- 1987
- 1988

Cet article présente les faits marquants de l'année 1984 au Maroc ou relatifs au Maroc.

## Événements
- mars : accident de radiation sur un chantier d'une usine en construction à Mohammédia, dans la banlieue de Casablanca.
- 8 août : médaille d'or en 400 mètres haies aux jeux olympiques de Los Angeles pour Nawal El Moutawakel (c'est la première fois pour  une femme arabe).
- 12 au 15 août : troisièmes Championnats d'Afrique d'athlétisme à Rabat, au Complexe sportif Moulay-Abdallah.
- 13 août : traité d'Oujda entre le Maroc et la Libye, pour créer une « union d'états » entre les deux pays.
- 14 septembre-2 octobre : élections législatives.
- 13 octobre : bataille de Z'Moul Niran pendant la guerre du Sahara occidental.

## Économie & société
- Mise en service du Train navette rapide (TNR) entre Casablanca et Kénitra.

## Culture
- Mohammed Khaïr-Eddine publie le roman Légende et vie d'Agoun'chich.
- Zeft (Asphalte), film réalisé par Tayeb Saddiki.

## Naissances en 1984
- 10 janvier : Marouane Chamakh, footballeur.
- 6 août : Sofia Essaïdi, chanteuse.
- 26 octobre : Mohamed Mehdi Bensaid, homme politique.

## Décès en 1984
- 1er novembre : Moulay El Hassan ben Al Mehdi, homme politique et diplomate, né le 30 mai 1911.